# Chiesa di San Lorenzo a Vaccoli
La chiesa di San Lorenzo a Vaccoli è una chiesa di Lucca che si trova proprio al centro del paese medesimo, sulla via per Santa Maria.

## Storia e descrizione

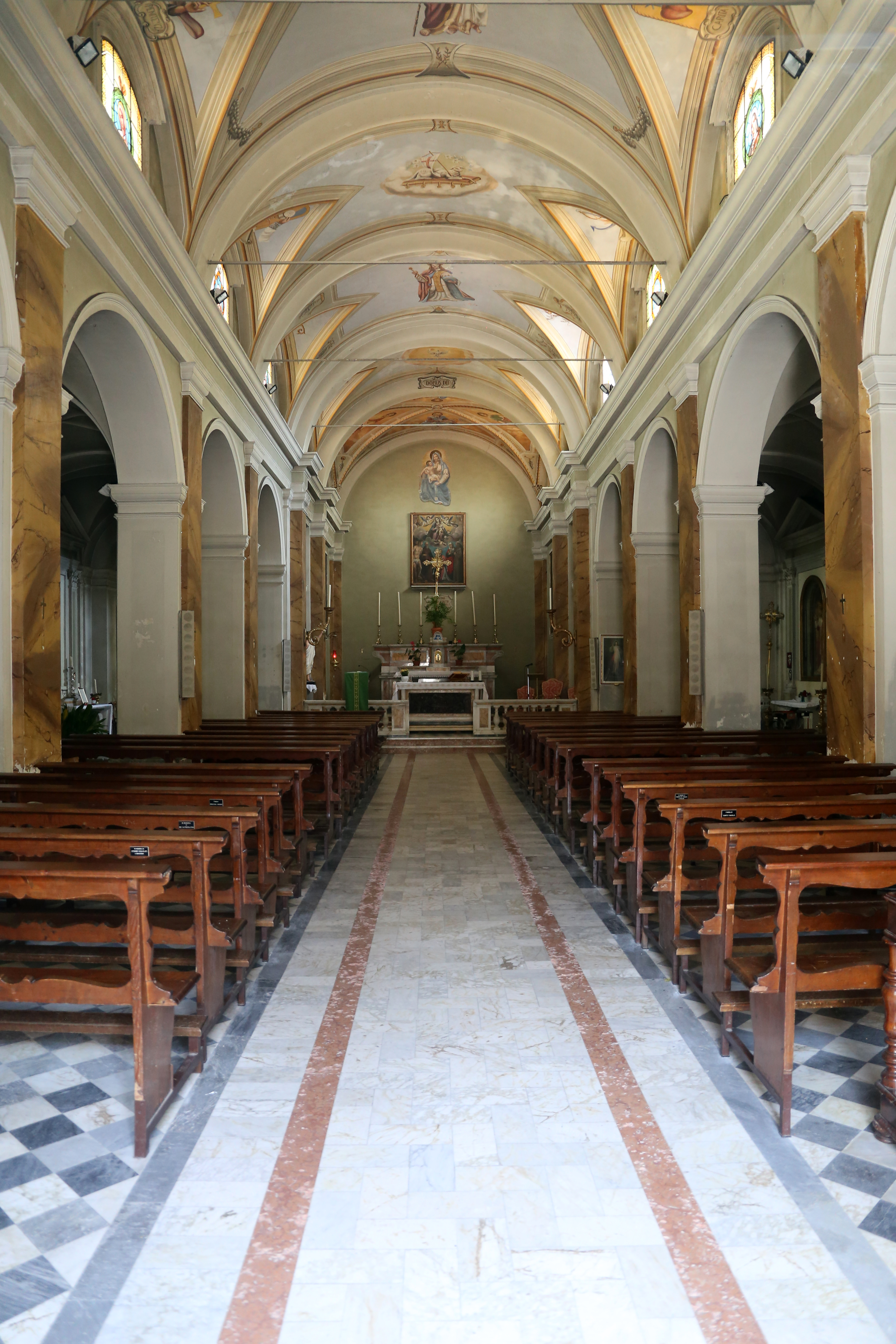
L'interno

L'attuale chiesa parrocchiale è frutto di una lunga vicenda di modifiche e trasformazioni che ebbero il momento cruciale nell'ampliamento del 1525 successivo ai consistenti danni subiti nelle guerre tra Pisa e Lucca, anche se gli interventi successivi hanno cancellato quasi del tutto questa fase.
Conserva al suo interno, sulla parete sinistra, una scultura medievale riferibile all'XI secolo che raffigura una mucca o un cavallo, bardato a festa, animali molto cari ai longobardi, si tenga infatti presente che in località Cotrozzi, vi era edificato un fortilizio longobardo e l'origine del paese ha probabilmente tale radice. In precedenza era stato messo sulla facciata esterna della canonica. Non si conosce con esattezza da chi e da dove sia stato preso e ivi posto. Mentre il ricovero all'interno della chiesa parrocchiale fu ad opera di Don Agostino Banducci nell'ambito di una serie di interventi di restauro anche dei dipinti esistenti. All'altare della navata sinistra è un dipinto seicentesco di Tiberio Franchi, raffigurante il Compianto su Cristo morto.